# Dipturus

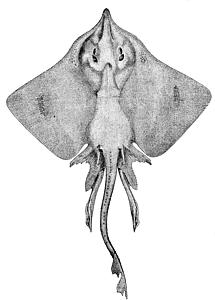
Dipturus laevis

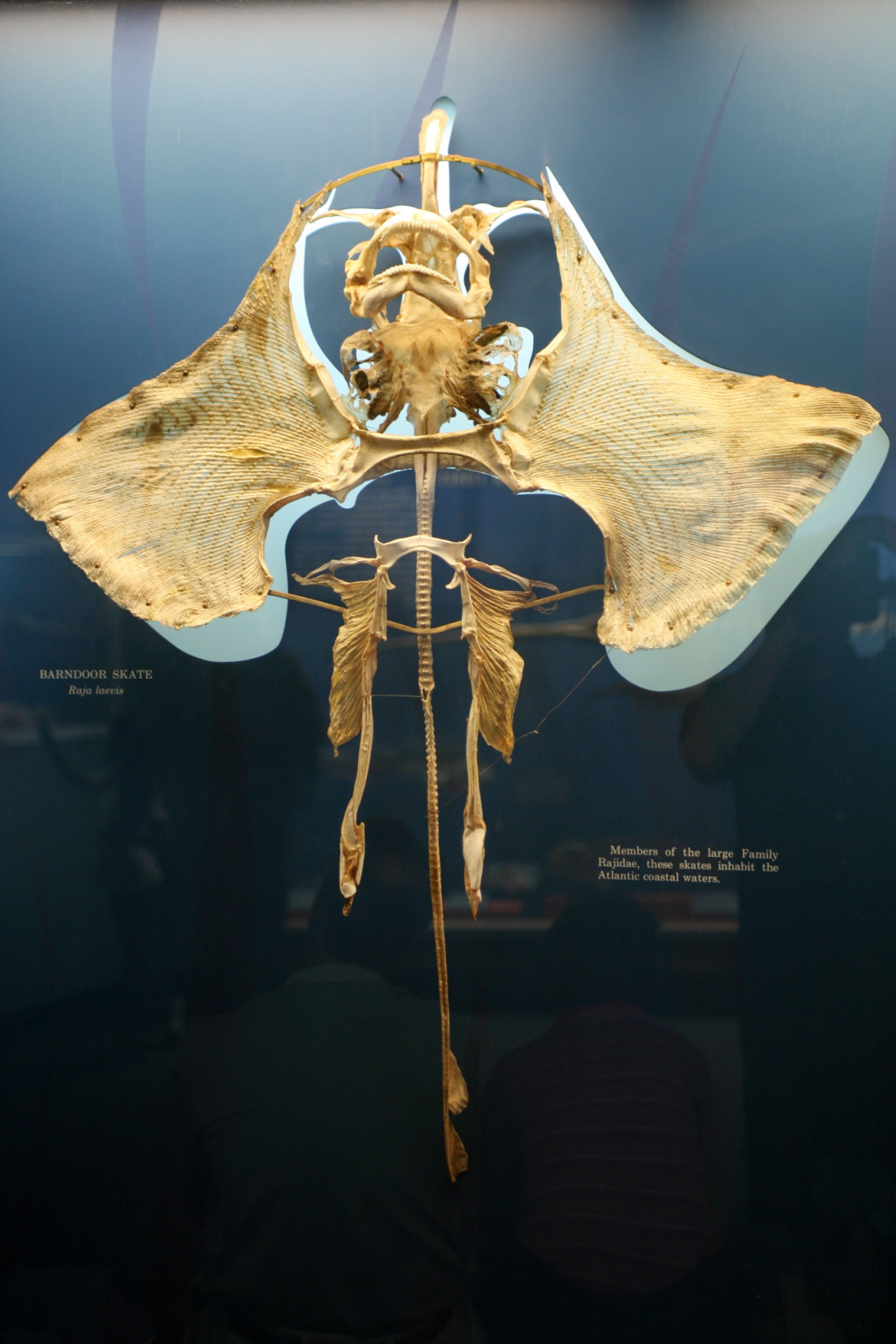
Dipturus laevis

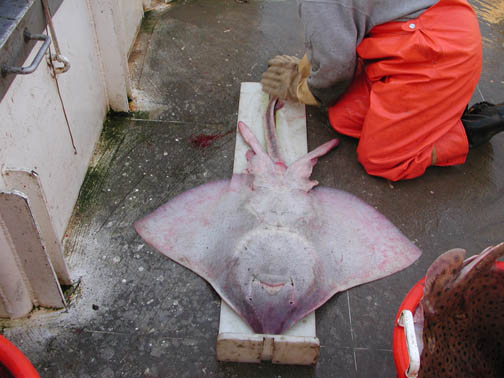
Dipturus laevis

Dipturus és un gènere de peixos de la família dels raids i de l'ordre dels raïformes.

## Morfologia
- Disc romboïdal amb els marges frontals còncaus.
- Morro de moderadament a fortament allargat i amb un cartílag robust.
- Aletes pèlviques amb dos lòbuls distintius connectats per una membrana.
- Presenten un gran espiracle darrere dels ulls.
- Dues aletes dorsals a la part posterior de la cua.
- Sense aleta caudal.
- Porus mucosos amb pigmentació fosca en la part inferior del disc.[3]

## Distribució geogràfica
Es troba a les aigües temperades i subtropicals de l'Atlàntic, l'Índic occidental, el Pacífic oriental i la mar Mediterrània.

## Taxonomia
- Dipturus acrobelus  (Last, White & Pogonoski, 2008)[4]
- Dipturus apricus  (Last, White & Pogonoski, 2008)
- Dipturus argentinensis  (Díaz de Astarloa, Mabragaña, Hanner & Figueroa, 2008)
- Dipturus australis  (Macleay, 1884)[5]
- Caputxa (Dipturus batis ) (Linnaeus, 1758)
- Dipturus bullisi  (Bigelow & Schroeder, 1962)
- Dipturus campbelli  (Wallace, 1967)
- Dipturus canutus  (Last, 2008)
- Dipturus cerva  (Whitley, 1939)[6]
- Dipturus confusus  (Last, 2008)
- Dipturus crosnieri  (Séret, 1989)
- Dipturus diehli  (Soto & Mincarone, 2001)[7]
- Dipturus doutrei  (Cadenat, 1960)
- Dipturus ecuadoriensis  (Beebe & Tee-Van, 1941)
- Dipturus endeavouri  (Last, 2008)
- Dipturus falloargus  (Last, 2008)
- Dipturus flavirostris  (Philippi, 1893)
- Dipturus garricki  (Bigelow & Schroeder, 1958)
- Dipturus gigas  (Ishiyama, 1958)
- Dipturus grahami  (Last, 2008)
- Dipturus gudgeri  (Whitley, 1940)
- Dipturus healdi  (Last, White & Pogonoski, 2008)
- Dipturus innominatus  (Garrick & Paul, 1974)
- Dipturus johannisdavisi  (Alcock, 1899)
- Dipturus kwangtungensis  (Chu, 1960)
- Dipturus laevis  (Mitchill, 1818)
- Dipturus lanceorostratus  (Wallace, 1967)
- Dipturus lemprieri  (Richardson, 1845)
- Dipturus leptocauda  (Kreft & Stehmann, 1975)
- Dipturus linteus  (Fries, 1838)[8]
- Dipturus macrocauda  (Ishiyama, 1955)
- Dipturus melanospilus  (Last, White & Pogonoski, 2008)
- Dipturus mennii  (Gomes & Parago, 2001)[9]
- Dipturus nidarosiensis  (Storm, 1881)[10]
- Dipturus oculus  (Last, 2008)
- Dipturus olseni  (Bigelow & Schroeder, 1951)
- Dipturus oregoni  (Bigelow & Schroeder, 1958)
- Caputxó (Dipturus oxyrinchus ) (Linnaeus, 1758)[11]
- Dipturus polyommata  (Ogilby, 1910)[12]
- Dipturus pullopunctata  (Smith, 1964)
- Dipturus queenslandicus  (Last, White & Pogonoski, 2008)
- Dipturus springeri  (Wallace, 1967)
- Dipturus stenorhynchus  (Wallace, 1967)
- Dipturus teevani  (Bigelow & Schroeder, 1951)
- Dipturus tengu  (Jordan & Fowler, 1903)
- Dipturus trachyderma  (Krefft & Stehmann, 1975)
- Dipturus wengi  (Séret & Last, 2008)
- Dipturus whitleyi  (Iredale, 1938)[13]
- Dipturus wuhanlingi  (Jeong & Nakabo, 2008)[14][15][16][17][18][19][20][21]